# Johannes Elias Teijsmann
Johannes Elias Teijsmann, född 1 juni 1808 i Arnhem, Nederländerna, död 22 juni 1882 i Bogor, Indonesien, var en nederländsk biolog, botaniker och växtsamlare. Hans efternamn stavas ibland Teysmann, trots att han själv stavade det Teijsmann.
Auktorsnamnet Teijsm. kan användas för Johannes Elias Teijsmann i samband med ett vetenskapligt namn inom botaniken; se Wikipediaartiklar som länkar till auktorsnamnet.